# Lancastermonument (Beuningen)
Het Lancastermonument in Beuningen, in de Nederlandse provincie Gelderland, is een oorlogsmonument ter herinnering aan de bemanning van de Engelse Lancaster bommenwerper LM325 SR-J die in de nacht van 22 op 23 juni 1943 ter plaatse is neergestort. Hierbij kwamen zes van de zeven bemanningsleden om het leven.

## Achtergrond
De Lancaster was onderdeel van een formatie van 557 vliegtuigen die op weg was naar het Ruhrgebied om een grootscheepse aanval uit te voeren op de oorlogsindustrie rond de stad Mülheim. Bij deze aanval zou Mülheim voor twee derde worden verwoest. Het toestel behoorde tot het 101 Squadron RAF. Het steeg in de late avond van 22 juni 1943 op vanaf RAF-basis Ludford Magna in Lincolnshire.
De bemanning bestond uit:
- Sgt. Jack Osborne, boordwerktuigkundige, 21 jaar
- Sgt. Ted Williams, bommenrichter (overlevende)
- Sgt. Ron Cooper, midscheeps-schutter, 20 jaar
- Sgt. Vin Sugden, staart-schutter, 21 jaar
- Fg Off. Beavan Tomkins, navigator, 30 jaar
- Sgt. Ted Smith, radiobedienaar, 22 jaar
- Sgt. Roy Waterhouse, piloot, 20 jaar.

Om 1.38 uur werd het toestel boven het dorp Beuningen onder vuur genomen door een Messerschmitt Bf 110-nachtjager. De Lancaster werd geraakt en vloog meteen in brand. Enkele minuten nog cirkelde het boven Beuningen. Daarbij slaagde de bemanning erin om de bommenlading af te werpen boven de weilanden rond het dorp. Om 1.45 uur stortte het toestel neer langs De Steeg, de weg van Beuningen naar Wijchen, 3 km ten zuiden van de dorpskern. Veel mensen waren getuigen van het incident. Het brandende wrak werd al snel afgezet door Duitse soldaten. Een rijksveldwachter was ook ter plaatse en heeft proces-verbaal opgemaakt. Hij constateerde dat er vijf bemanningsleden waren, die niet meer in leven waren.

##### De enige overlevende
Ted Williams lag als bommenrichter plat op zijn buik voor in het toestel, dicht bij het ontsnappingsluik. Daardoor kon hij het vliegtuig tijdig verlaten en zich redden met zijn parachute. Door de westenwind dreef hij af richting Nijmegen. Hij landde in een achtertuin in het dorpje Hees (tegenwoordig een wijk in Nijmegen). Hij werd geholpen door de bewoner en door een dokter behandeld voor snij- en brandwonden. De Duitsers kregen al snel lucht van zijn aanwezigheid. Hij werd meegenomen naar het politiebureau waar hij krijgsgevangen werd gemaakt. Hij zou tot het einde van de Tweede Wereldoorlog gevangen blijven in het krijgsgevangenkamp Stalag Luft VI bij de Pools-Litouwse grens. Ook Beavan Tomkins kon het vliegtuig verlaten, maar hij overleefde de sprong niet. Hij werd gevonden in Hees en is later herenigd met zijn overleden kameraden. De zes slachtoffers liggen begraven op de Britse erebegraafplaats in Uden.
Williams heeft zijn hele leven last gehouden van zijn krijgsgevangenschap. Hij kon niet goed bevatten waarom juist hij overleefde. In 1950 bezocht hij Beuningen voor een herdenking. Daarna was hij niet meer van plan om terug te keren. Door een bijzonder toeval ontmoette hij 31 jaar later op vakantie in Mallorca een oude buurtbewoner uit Hees. Zijn huisarts was de dokter die Williams destijds heeft geholpen. Ze werden zeer goed bevriend en in 1983 heeft Williams Nijmegen en Beuningen bezocht. Hij ontmoette onder meer de huisarts en de bewoner van het huis waar hij destijds landde. Ted Williams overleed in 2004.

##### Duitse piloot
De piloot die de Lancaster neerhaalde was Oberleutnant Werner Baake. Hij behoorde tot het I. Nachtjagdgeschwader 1 van de Duitse Luftwaffe (1e groep van het 1e Nachtjagereskader) en was gestationeerd op Vliegbasis Gilze-Rijen. Die nacht haalde hij nog twee andere bommenwerpers neer. In totaal vloog hij in de oorlog 195 nachtelijke missies waarbij hij 41 vliegtuigen neerhaalde. Hiervoor werd hij een aantal keer onderscheiden. Op 2 oktober 1944 werd hij bevorderd tot commandant van I./NJG1. Na de oorlog werd hij verkeersvlieger bij de Lufthansa. Uiteindelijk trof hem hetzelfde lot als de bemanningsleden van de vliegtuigen die hij neerschoot: hij overleed op 15 juli 1964 toen hij neerstortte tijdens een testvlucht met een Boeing 720. Tijdens de vlucht maakte de bemanning een kurkentrekker-manoeuvre met het toestel, hoewel dit door de Lufthansa niet was toegestaan voor dit type vliegtuig. Bij een tweede poging brak het toestel door overbelasting in stukken. Het stortte neer bij de plaats Ansbach. Hierbij kwamen de drie bemanningsleden om het leven.

##### Het toestel
Het toestel is later gesloopt en als schroot verwerkt. Slechts één propeller is bewaard gebleven, omdat die in een sloot terechtkwam en over het hoofd is gezien door de Duitse militairen. De eigenaar van het land heeft het voorwerp verstopt in zijn schuur en later aan de gemeente gegeven.

## Oprichting van een monument

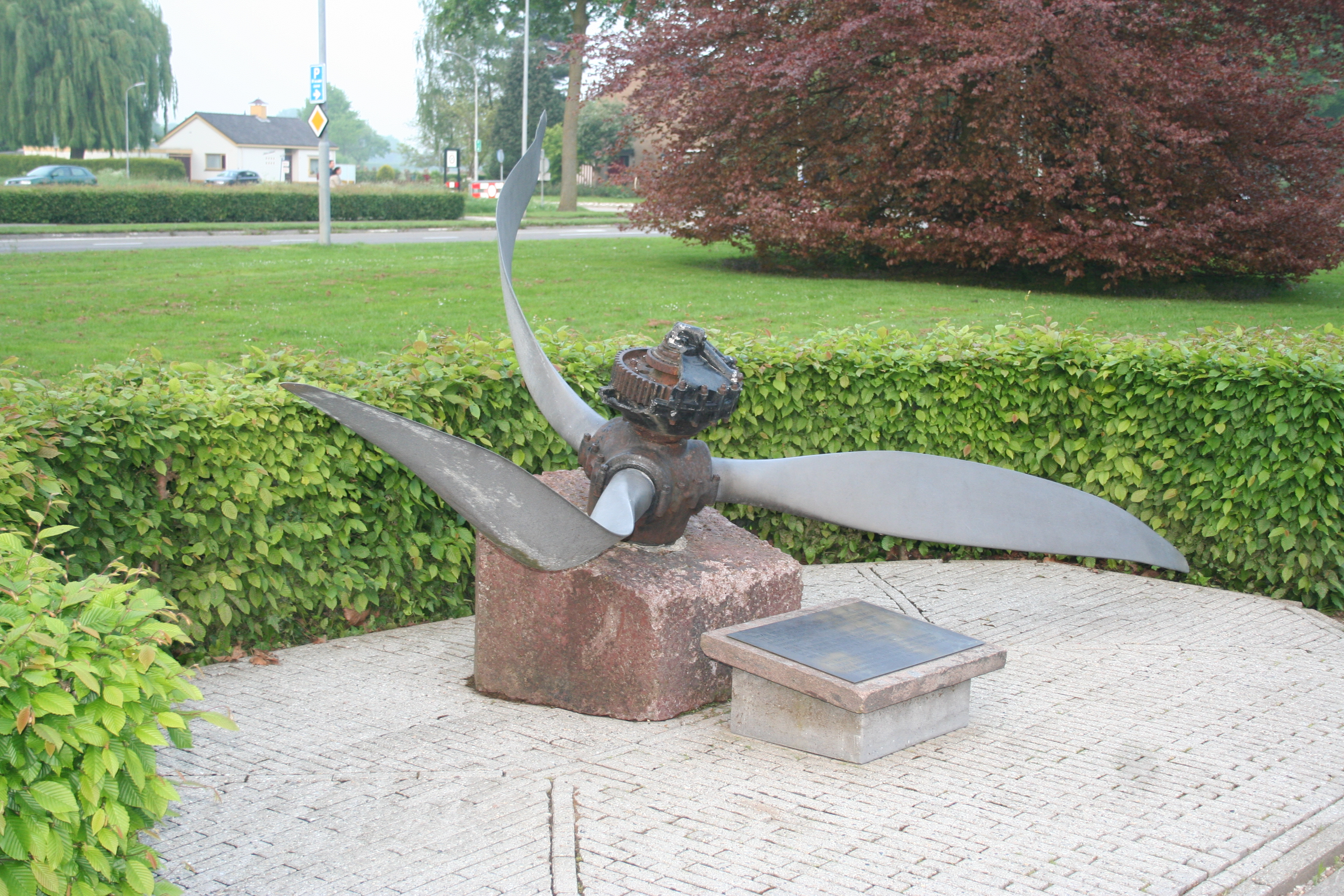
De propeller op de nieuwe plek, in 2014

In 1946 werd een zwart kruis opgericht nabij de plaats waar het vliegtuig neerstortte, aan de Wilhelminalaan, bij de kruising met de Elsenpas. In de eerste jaren na de oorlog vond hier op 4 mei de gemeentelijke Dodenherdenking van Beuningen plaats. Daarbij liep men in een stille tocht van het gemeentehuis naar de plaats van de crash. Op 17 september 1950 is een gedenkteken onthuld voor de geallieerde vliegers in het plantsoen bij het gemeentehuis. Hierbij was Ted Williams aanwezig evenals een tiental nabestaanden van de bemanning. In het monument is de propeller van het neergestorte vliegtuig verwerkt. Sindsdien vindt hier de dodenherdenking plaats. In 1984 is het monument vanwege uitbreiding van het gemeentehuis verplaatst naar het plantsoen aan de Van Heemstraweg naast de Corneliuskerk.
In de loop der jaren raakte de plaats waar het toestel neerstortte enigszins in de vergetelheid. Tot in 2013 op initiatief van het lokale bevrijdingscomité de plaats werd gemarkeerd met een bordje.
De markering is dienst gaan doen als eenvoudig monument waar jaarlijks twee herdenkingen plaatsvinden. Op 4 mei, voorafgaand aan de landelijke dodenherdenking, is er om 18.30 uur een plechtigheid waarin de bemanningsleden worden herdacht. Op de vierde woensdag in juli is er bij de doorkomst van de Nijmeegse Vierdaagse in Beuningen, een herdenkingsplechtigheid door Britse militairen. Het monument is in 2014 geadopteerd door de Scouting van Beuningen; zij onderhouden de locatie door het jaar heen en assisteren bij de organisatie van de plechtigheden.
In de loop van de jaren werden de beide plechtigheden en ook de 4 mei-herdenking bij het monument bij de kerk steeds drukker bezocht. Daarom is in 2016 op initiatief van bewoners, samen met de gemeente een volwaardig monument gerealiseerd op de plaats van de crash. Het werd op 23 juni 2016 onthuld door Ab Bruisten, ooggetuige van de crash en Tim Barlow, achterneef van bemanningslid Jack Osborne. Het gedenkteken is ontworpen door kunstenaar Hein van Houten.

## Beschrijving

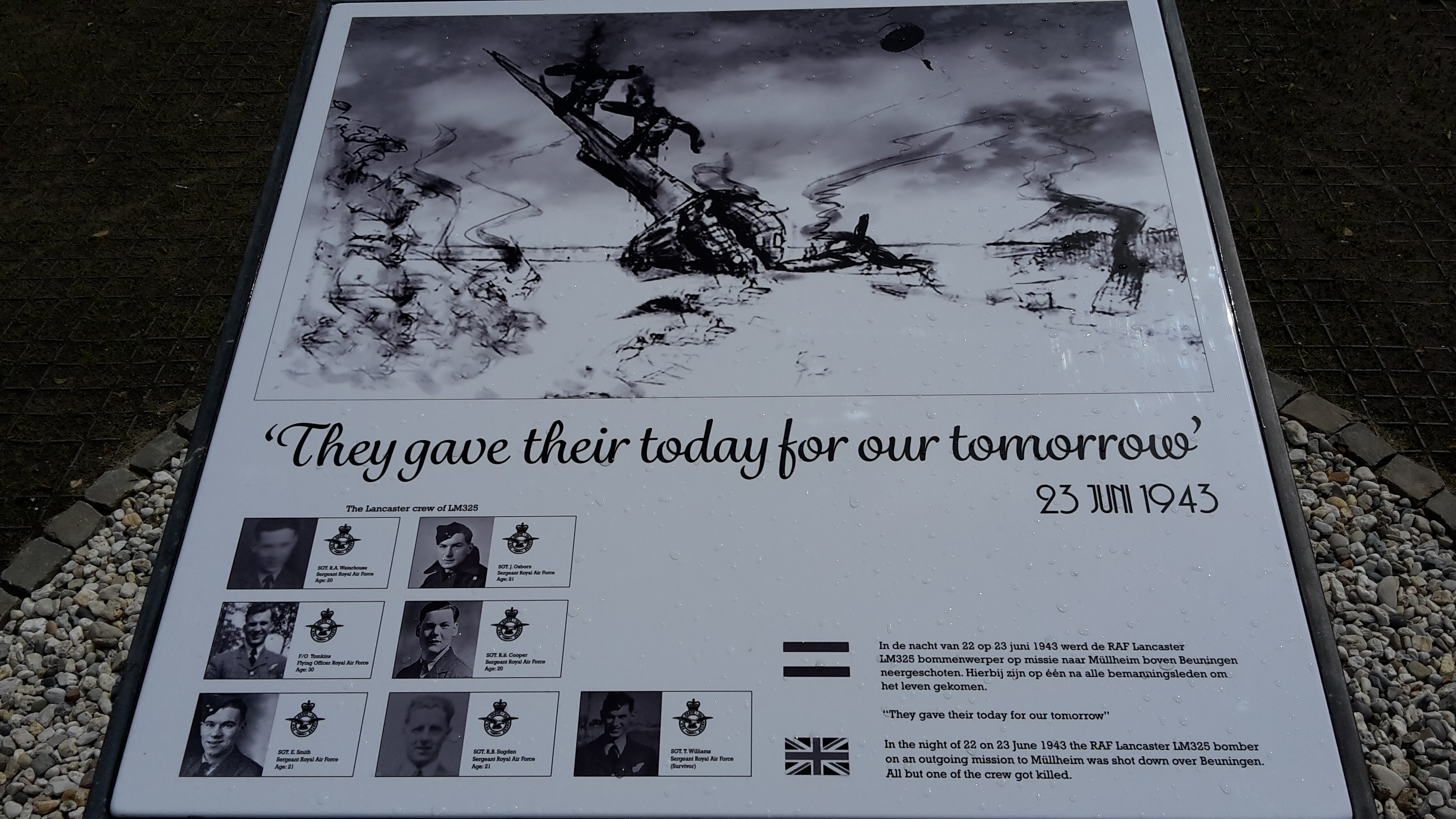
Plaquette op het monument

Het monument bestaat uit een hardstenen sokkel waarin een stalen plaquette is opgenomen. Hierop staat een door Hein van Houten gemaakte afbeelding die is geïnspireerd op het ooggetuigenverslag van Ab Bruisten. Het laat een impressie zien van het gecrashte vliegtuig en het bemanningslid dat zich met een parachute weet te redden. Op de gedenkplaat staan de foto's van de bemanningsleden met hun namen.

De sokkel vormt het middelpunt van een cirkel in de bestrating. Binnen de scouting staat dit symbool voor het 'einde van het spoor', maar ook voor: de dood. Op de plaquette staat opschrift: 

They gave their today for our tomorrow
23 JUNI 1943